# 5549 Bobstefanik
5549 Bobstefanik este un asteroid din centura principală de asteroizi.

## Descriere
5549 Bobstefanik este un asteroid din centura principală de asteroizi. A fost descoperit pe 1 aprilie 1981 la Harvard College Observatory. Asteroidul prezintă o orbită caracterizată de o semiaxă mare de 2,60 ua, o excentricitate de 0,09 și o înclinație de 13,9° în raport cu ecliptica.